# Norman A. Erbe
Norman Arthur Erbe, född 25 oktober 1919 i Boone i Iowa, död där 8 juni 2000, var en amerikansk republikansk politiker. Han var Iowas guvernör 1961–1963.
Erbe deltog i andra världskriget först i infanteriet i USA:s armé och sedan som stridspilot i US Army Air Forces. År 1947 avlade han juristexamen vid University of Iowa.
Erbe efterträdde 1957 Dayton Countryman som Iowas justitieminister och efterträddes 1961 av Evan Hultman. Därefter efterträdde han Herschel C. Loveless som guvernör och efterträddes 1963 av Harold Hughes.